# John Sculley
John Sculley (6 de abril de 1939) é um executivo americano.
Foi vice-presidente (1970–1977) e presidente (1977–1983) da PepsiCo, antes de se tornar CEO da Apple Inc. em 6 de abril de 1983, posição que ocupou até deixar o cargo em 1993. Sculley é atualmente parceiro da Sculley Brothers, uma firma de investimentos fundada em 1995.
Ficou famoso pelas intrigas com Steve Jobs na década de 1980 que culminou com o seu afastamento da empresa, em 1985.
Durante sua gestão, as vendas da Apple subiram de 800 milhões para 8 bilhões de dólares. No entanto, sua passagem pela Apple foi marcada por algumas controvérsias, primeiramente devido à saída do fundador Steve Jobs durante sua gestão e depois pela decisão de investir numa competição de mercado com a IBM na venda de computadores para uma linha especifica de clientes. Ele foi finalmente forçado a sair da Apple em 1993, deixando a empresa com problemas nas vendas e as ações declinadas.
Conhecido por suas habilidades com marketing, especialmente em sua introdução do “Desafio Pepsi” a Pepsico, que permitiu com que a empresa ganhasse parte do mercado da principal rival, a Coca Cola. Usou estratégias de marketing semelhantes ao longo dos anos 1980 e 1990 na Apple para o mercado de computadores Macintosh.
Actualmente mora em Palm Beach, Flórida.

## Biografia

### Antecedentes e vida pessoal
Sculley nasceu nos Estados Unidos, e uma semana após seu nascimento sua família foi para Bermuda, e posteriormente para o Brasil e Europa.
Sculley cursou o ensino médio na Escola de St. Mark’s Scholl em Southborough, Massachusetts. Obteve o grau de bacharel em Design Arquitetônico da Universidade de Brown e um MBA pela Wharton School of Business da Universidade da Pensilvânia.

### 1967–1982: na Pepsi Cola
Sculley entrou para a divisão Pepsi-Cola da PepsiCo em 1967 como estagiário, onde participou de uma programa de treinamento de seis meses em uma fábrica de engarrafamento em Pittsburgh. Em 1970, quando tinha 30 anos, Sculley se tornou o mais jovem vice-presidente de marketing da empresa.
Como vice-presidente de marketing da Pepsi, Sculley iniciou um dos primeiros estúdios de pesquisa do consumidor, que foi aplicada como testes residências de produtos para 350 famílias. Como resultado da pesquisa, a Pepsi decidiu lançar novos pacotes com maiores variedades de seus refrigerantes. Em 1970, a Pepsi começou a derrubar a hegemonia da Coca Cola como a líder de mercado da indústria de refrigerantes, o que viria a ser conhecida posteriormente como a Cola Wars.
A Pepsi começou a gastar mais em marketing e publicidade, geralmente pagando entre 200 000,00 e 300 000,00 dólares para cada ponto de televisão, enquanto a maioria das empresas gasta entre 15 000,00 e 75 000,00 dólares. No lançamento da campanha “Geração Pepsi”, a empresa tinha como principal objetivo derrubar a clássica publicidade da Coca Cola.
John Sculley também assumiu a posição de gestão da divisão de operações internacional da PepsiCo Alimentos, logo depois que ele visitou uma fabrica de batatas fritas em Paris. A frente da divisão da PepsiCo Alimentos, ele atingiu receitas de 83 milhões de dólares e perdas de 16 milhões. Para fazer a divisão de alimentos mais rentável, Sculley contratou novos gestores de qualidade de produto da Frito-lay, bem como melhorou as contas, estabelecendo um controle financeiro. Dentro de três anos, a divisão de alimentos estava gerando 300 milhões de dólares em receitas e 40 milhões de dólares de lucros.
Sculley ficou bastante conhecido na Pepsi pelo Desafio Pepsi, uma campanha publicitária que começou em 1975 para competir com a Coca Cola para ganhar quota de mercado, fazendo uso de testes de saber fortemente anunciados. Alegou então que embasado nos resultados dos testes que a Pepsi cola tinha um saber melhor do que a Coca-Cola. O Desafio Pepsi incluiu uma serie de anúncios televisivos que foram ao ar no início de 1970, apresentando bebedores natos da Coca-Cola em testes cegos. Na ocasião os refrigerantes Pepsi foram sempre escolhidos como o produto preferido pelo participante, no entanto, estes testes foram bastante criticados por terem um fator tendencioso. O Desafio Pepsi era mais voltado ao mercado do Texas, porque a Pepsi tinha uma quota de mercado significativamente baixa naquele local. A campanha foi um sucesso, o que proporcionou aumento significativo de quotas de mercado da Pepsi naquele estado. Na época em que o Desafio Pepsi foi iniciado, Sculley era vice-presidente de vendas e operações de marketing nos Estados Unidos. Um fato inusitado é que o próprio Sculley fez o teste e escolheu a Coca Cola em vez da Pepsi.
Em 1977, Sculley foi nomeado o presidente mais jovem da historia da Pepsi.

### 1983–1993: na Apple
A Apple atraiu Sculley da Pepsi, para que o mesmo aplicasse suas habilidades de marketing para o mercado de computadores pessoais. Steve Jobs selou o acordo após ter feito seu lendário discurso para o John: “Você quer vender água com açúcar para o resto da vida ou você quer vir comigo mudar o mundo”. Além disso, o então presidente da Apple, Mike Markkula, queria se aposentar e acreditava que Steve Jobs, que queria ser presidente da empresa, não tinha disciplina e tempero necessários para comandar a Apple no dia a dia. Sculley, como o seu plano de negócios convencional e com recente sucesso da Pepsi, daria a Apple uma imagem de maior confiabilidade e estabilidade.
Já no início da gestão, Sculley elevou o preço inicial do Macintosh para 2 495,00 dólares, tendo como base de planejamento inicial 1 995,00 dólares, com isso usou o adicional para as margens de lucro mais elevadas e com campanhas publicitárias.
O PC Lisa lançado em janeiro de 1983, teve vendas desastrosas. Enquanto o Macintosh lançado em janeiro de 1984 teve boas vendas, mas não colocou a IBM PC fora do negocio. Por conta disso alguns dos privilégios das equipes de desenvolvimento de ponta foram cortados, e os projetos foram submetidos a uma rigorosa revisão de utilidade, viabilidade de comercialização e custo.
A luta pelo poder entre Jobs e Sculley se tornou aparente. Jobs tornou-se “não linear”: ele mantinha reuniões de andamento longas que começavam a meia noite, então o conselho de diretores da Apple foi acionado pelo Sculley, como forma de manter os empregados e limitar a capacidade de lançar novos produtos não testados. Ao invés de concordar com a direção do Sculley, Jobs tentou derruba-lo de seu papel de liderança da Apple. Então Sculley descobriu que Jobs havia organizado um golpe e convocou uma reunião do conselho, onde grande parte dos diretores da Apple ficou do lado de Sculley e Jobs foi removido de suas funções gerenciais. Jobs então pediu demissão da Apple e fundou a NeXT Inc. no mesmo ano.
Sob a direção de Sculley, tendo aprendido varias e dolorosas lições após a introdução do “volumoso” Macintosh Portable em 1989, a Apple lançou o PowerBook em 1991. No mesmo ano, a Apple introduziu o System 7, uma grande atualização para o sistema operacional, que acrescentou cor para a interface e incluiu novos recursos de rede. Ele manteve a base de arquitetura do Mac OS até 2001. O sucesso do PowerBook e outros produtos proporcionaram crescentes receitas a empresa. Por algum tempo, parecia que a Apple não poderia fazer nada de errado, com o lançamento de novos produtos e gerando lucros crescentes no processo. A revista MacAddict denominou o período entre 1989 – 1991 como a “primeira idade do ouro” do Macintosh.
A Microsoft ameaçou interromper a licença de uso do Microsoft Office para o Macintosh se a Apple não começasse a fabricação de computadores com licenças para usar também o Sistema Operacional Windows. Sobre pressão, Sculley concordou com a medida, uma decisão que mais tarde afetou a ação judicial Apple vs. Microsoft. Alem disso, enquanto esteve na Apple, John Sculley cunhou o termo Personal Digital Assistant (PDA) referindo-se ao Apple Newton, um dos primeiros PDAs do mundo.
Em 1987, Sculley publicou sua autobiografia, Odyssey. Ele deu a cada funcionário da Apple uma copia, na esperança de “excelência” inspiradora.
Dada a sua aparente incapacidade para gerir eficazmente linhas de produtos da Apple, o conselho da Apple finalmente forçou a saída de Sculley. Ele foi substituído por Michael Spindler, que tinha sido Chief Operating Officer.
No início de 1990, a um custo enorme, Sculley levou a Apple a portar seu sistema operacional para rodar em um novo microprocessador, o PowerPC. Sculley reconheceu mais tarde que este foi o seu maior erro, indicando que ele deveria ao contrario, ter como alvo a arquitetura Intel que era dominante no mercado.
Em 1987, fez várias previsões famosas em uma entrevista para a Playboy. Ele previu que a União Soviética iria colocar um homem em Marte nos próximos 20 anos e alegou que a mídia de armazenamento óptico, tais como o CD-ROM iria revolucionar o uso de computadores pessoais. Algumas de suas ideias para o Knowledge Navigator viria a ser cumprido pela Internet e a World Wide Web durante a década de 1990 e outros pela própria Apple, como a introdução do aplicativo Siri.
O ranking Condé Nast Portfólio classifica Sculley com o 14º pior CEO Americano de todos os tempos.

### 1994–Presente
Sculley voltou sua atenção para a política no início de 1990, em nome do republicano Tom Campbell, que em 1992 foi eleito na Califórnia para um posto no Senado dos Estados Unidos. Sculley organizou uma arrecadação de fundos para Campbel em seu rancho em Woodside. Sculley se familiarizou com Hillary Clinton, trabalhando com ela no Conselho Nacional de Educação. Quando Bill Clinton se candidatou a presidência, Sculley o apoiou.
Apenas um dia útil após deixar a Apple em 1994, Sculley assinou com a Spectrum Information Technologies, uma empresa de comunicação sem fio de US$ 100 milhões. No momento Sculley entrou para a empresa, que estava sob investigação por fraude pela Securities and Exchange Commission (SEC). Quatro meses depois, Sculley soube da investigação de fraude e resignado, moveu uma ação judicial por danos a sua reputação contra o presidente da Spectrum.
Em 1995, Sculley se tornou um parceiro de investimentos da Sculley Brothers LLC, uma empresa privada de investimento de Nova York. Sculley se tornou presidente da Live Picture, uma empresa sediada na Califórnia, em 1997, para supervisionar a baixa largura de banda de imagens através da Internet. Sculley depois deixou a empresa, mas manteve-se um investidor.
Em 1997, Sculley juntamente com Bob Metcalfe e outros dignitários da indústria de tecnologia fundou a PopTech.
Em 15 de julho de 1998, Sculley entrou para o conselho de administração da BuyComp LLC (atualmente a buy.com), uma loja de computadores pela Internet. A partir de 2006, Sculley não se encontrava mais na lista de executivos da empresa.
Em 2000, Sculley iniciou a parceira com Dennis M. Lynch para lançar a Signature21. Em seu primeiro ano, a empresa prestou serviços de marketing para uma serie de pequenas e medias empresas. Em 2001, Sculley e Lynch realizou uma transição da empresa para um programa de aprendizagem para os empresários em ascensão. Meses depois, Lynch deixou a empresa, enquanto Sculley continuou a realizar consultorias e trabalhar com pequenas empresas, incluindo a InPhonic.
Ainda em 2000, Sculley entrou para o Conselho Administrativo da InPhonic, uma empresa varejista em linha de telefones celulares e planos sem fio. Sua liderança e entusiasmo no início ajudou a guiar a empresa para o sucesso em 2004. Sculley atualmente serve como vice-presidente do Conselho de Administração da InPhonic.
Em 2002, Sculley endossou e investiu na Wine Clip.
Em 2003, Sculley ajudou na fundação da Verified Person Inc. Uma empresa de rastreamento de empregos on-line. Ele atualmente faz parte também do conselho de administração dessa empresa. Em 2004, Sculley entrou para o conselho de administração da OpenPeak, fabricante de softwares para dispositivos sem fio, mídia digital, computadores e sistemas domésticos. Em março de 2006, Sculley foi nomeado Presidente do IdenTrust, uma empresa de San Francisco com foco em analisar a identidade e reforçar a segurança financeira. No mesmo ano, Sculley se tornou parceiro de uma empresa em Rho Ventures.
Antes de falar da conferencia do vale do silício, Sculley foi entrevistado pela CNET em outubro de 2003, onde explicou os erros que cometeu na Apple. Também em 2003, Sculley foi entrevistado pela BBC para um episodio do documentário de Steve Jobs VS Bill Gates, discutindo seu tempo na Apple durante a década de 1980 como CEO. Sculley foi particularmente denominado por muitos lideres empresarias como um “CEO mais propicio a falhar”, isso depois de uma serie de fracassos desde que deixou a PepsiCo. Em 2010, ele foi entrevistado para o Cult of Mac sobre tópicos sobre Steve Jobs e Design.
Sculley reside atualmente em Palm Beach (Flórida).
Recentemente lançou uma linha de Smartphones, a Obi Worldphones.

### Cinema
John foi interpretado por Matthew Modine no filme Jobs em 2013 e pelo Jeff Daniels no filme Steve Jobs em 2015.

## Literatura
- John Sculley and John A. Byrne, Odyssey: Pepsi to Apple, ISBN 0-06-015780-1 (October 1, 1987)
- Owen W. Linzmayer, Apple Confidential 2.0, pages 153–68, ISBN 1-59327-010-0 (January 1, 2004)
- Michael S. Malone, Infinite Loop, ISBN 0-385-48684-7 (February 16, 1999)